# Chalchiuhtlatonal
Na mitologia asteca, Chalchiuhtlatonal é o deus da água.

## Outros deuses aquáticos
- Atl e Atlaua: cuidam do ciclo da água.
- Amimitl: o deus dos lagos e dos pescadores.
- Chalchiuhtlicue (também Chalciuhtlicue ou Chalchihuitlicue): entre outras coisas dos lagos, dos rios e das águas correntes.
- Matlalceuitl (também Matlalcueje): deusa da chuva, identificada com Chalchiuhtlicue
- Tlaloc: deusa da água salgada
- Mextli: deus das tempestades